# Patto di Delhi
Il patto di Delhi (o patto Gandhi-Irwin) è un patto stipulato nel marzo del 1931 tra Gandhi e il governo britannico (nella persona del viceré Edward Wood, I conte di Halifax). Con questo patto i britannici si impegnano a liberare i prigionieri politici, legittimare la raccolta di sale per uso domestico e riconoscere il diritto degli indiani di boicottare i tessuti del Regno Unito. Gandhi si impegna da parte sua a sospendere il movimento di disobbedienza civile.